# Saint-Gilles, Ille-et-Vilaine
Saint-Gilles är en kommun i departementet Ille-et-Vilaine i regionen Bretagne i nordvästra Frankrike. Kommunen ligger i kantonen Mordelles som tillhör arrondissementet Rennes. År 2022 hade Saint-Gilles 5 489 invånare.

## Befolkningsutveckling
Antalet invånare i kommunen Saint-Gilles
Referens:INSEE